# Найден Брайков
Найден Нешов Попбрайков (Брайкович, Голомяхов) е български фармацевт от XIX век.

## Биогрфия
Роден е в Копривщица около 1840 – 1943 година. Негов брат е Атанас Брайков (Брайкович), съпруг на Нона Каблешкова. Син е на Нешо Попбрайков.[неблагонадежден източник]

През 1858 година е приет да учи във Военномедицинското училище в Цариград заедно с още 11 българчета. По-късно се прехвърля в отдела за аптекари. Като студент рисува, литографира във Виена две картини: „Цар Борис, когото кръщават Кирил и Методий“ и „Цар Иван Шишман“, които предлага чрез вестник „България“.
Дипломира се около 1864 година и след това постъпва на турска служба, като достига чин майор.
Вероятно скоро след това напуска военната служба и през 1865/1866 г. открива аптека в Стара Загора, където се задържа известно време. Следва период, в който следите му се губят. По-късно открива аптека в Битоля, която била добре обзаведена. В същия град живее брат му Атанас с жена си Нона. По спомени на Станислава Караиванова (дъщеря на баба Неделя), която учителства там през 1872 г., неиният брат Еремия работи като аптекарски ученик в аптеката му.
След Битоля следите на Найден Брайков се губят. Предполага се, че турците са го убили още преди Освобождението. Станислава Петкова-Караиванова пише, че той бил „много деятелен“ и бил пратен в Мала Азия, където го отровили.